# Narciso Clavería

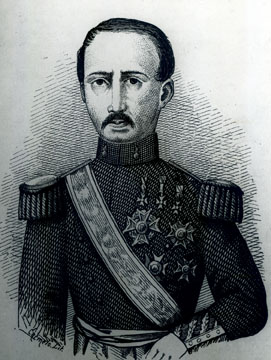
Narciso Clavería y Zaldúa

Narciso Clavería y Zaldúa (Girona, 2 mei 1795 – Madrid, 20 juni 1851) was een Spaans militair, politicus en koloniaal bestuurder in de Filipijnen.

## Biografie
Narciso Clavería werd op 16 juli 1844 de 49e gouverneur-generaal van de Filipijnen. In zijn periode als gouverneur nam hij diverse belangrijke besluiten, waardoor hij een van bekendere gouverneurs-generaal werd. Zo vaardigde hij een decreet uit waarin bepaald werd dat alle Filipijnse inwoners een Spaanse achternaam dienden te hebben. Ook kwam er onder zijn bewind een einde aan de praktijk dat de Filipijnse kalender een dag achterliep op de Europese kalender. Bepaald werd dat 31 december 1844 werd overgeslagen.
In 1849 vroeg Clavería wegens een slechte gezondheid om zijn ontslag, waarna hij op 26 december 1849 per boot terug naar Spanje vertrok, waar hij in 1850 werd benoemd tot senator. Clavería overleed het jaar daarop op 56-jarige leeftijd.

## Bron
- Zoilo M. Galang, Encyclopedia of the Philippines, 3 ed. Vol IV., E. Floro, Manilla (1950)

- Biblioteca Nacional de España: XX1239977
- International Standard Name Identifier: 0000 0000 3597 931X
- Library of Congress Control Number: n85078091
- SNAC: w6672968
- Virtual International Authority File: 48191916
- WorldCat: E39PBJcrdQgMWyr46ptqx9Gyh3